# Leptolegnia chapmanii
Espèce
Leptolegnia chapmanii est une espèce de champignons oomycètes de la famille des Leptolegniaceae. 
C’est un pathogène de larves de moustiques, et il pourrait servir dans la lutte contre le chikungunya.